# Elecciones estatales de Sabah de 1990
Las elecciones estatales de Sabah de 1990 tuvieron lugar entre el 16 y el 17 de julio del mencionado año con el objetivo de renovar los 48 escaños de la Asamblea Legislativa Estatal, que a su vez investiría a un Ministro Principal para el período 1986-1991. Tuvieron lugar al mismo tiempo que las elecciones federales a nivel nacional para el Dewan Rakyat.
El Partido Unido de Sabah, en el poder desde 1985, triunfó nuevamente por aplastante margen, con el 53.92% del voto popular y 34 de los 48 escaños de la Asamblea Legislativa Estatal, asegurándose dos tercios del legislativo. A pesar de que en las elecciones federales tenía un pacto con el Partido de Acción Democrática (DAP), el Gagasan Rakyat (Concepto Popular), en las elecciones estatales no aceptó dejar ingresar al DAP al gobierno. La Organización Nacional Unida de Sabah (USNO), de Mustapha Harun, quedó en segundo lugar con el 26.14% de los votos y obteniendo los 14 escaños restantes, quedando el Frente Unido del Pueblo de Sabah (BERJAYA), por primera vez fuera del legislativo, quedando en tercer lugar con el 7.09% de los votos.
Después de este fracaso electoral, la USNO y BERJAYA se fusionaron para fundar la seccional de la Organización Nacional de los Malayos Unidos (UMNO), en Sabah, facilitando la pronta toma de control del estado después de las siguientes elecciones. Los comicios de 1990 marcaron la primera ocasión en la que un gobierno estatal sabahano obtenía tres triunfos electorales consecutivos.

## Resultados
|  | 53.92 % |

|  | 70.83 % |

|  | 26.14 % |

|  | 29.17 % |

|  | 7.09 % |

|  | 0.00 % |

|  | 3.91 % |

|  | 0.00 % |

|  | 3.31 % |

|  | 0.00 % |

|  | 2.93 % |

|  | 0.00 % |

|  | 1.60 % |

|  | 2.08 % |

|  | 1.10 % |

|  | 0.00 % |

|  | 98.25 % |

|  | 1.30 % |

|  | 0.45 % |

|  | 100.00 % |

|  | 75.18 % |